# Christian Rambacher
Christian Rambacher (* 21. Oktober 1870 in Prappach; † 30. Oktober 1937 ebenda) war ein deutscher Politiker (Völkischer Block). Er war unter anderem Mitglied des Bayerischen Landtages.

## Leben und Wirken
Nach dem Besuch der Volksschule ergriff Rambacher den Bauernberuf. Später wurde er Bürgermeister in Prappach. Außerdem führte er den Titel eines Ökonomierates. 
1924 wurde Rambacher als Kandidat für den Völkischen Block in den Bayerischen Landtag gewählt, dem er bis 1928 als Abgeordneter angehören sollte. 1928 und 1932 kandidierte er erfolglos auf Wahlvorschlag des Bayerischen Bauern- und Mittelstandsbundes im Wahlkreis Unterfranken für den Landtag.